# الدفتر الذهبي (رواية)
الدفتر الذهبي (بالإنجليزية: The Golden Notebook) هي رواية للكاتبة البريطانية الحائزة على جائزة نوبل دوريس ليسينغ، نشرت عام 1962، لأول مرة عن دار نشر مايكل جوزيف.

## موضوع الرواية
الدفتر الذهبي ليست رواية تقليدية؛ إنها عمل معقّد ومركّب، تُصنّف غالبًا كرواية نسوية، سياسية، نفسية، تجريبية.
- تتناول الرواية أزمة الكاتبة آنا وولف، وهي مثقفة وشاعرة وكاتبة، تعيش حالة من التمزق بين شخصياتها المختلفة وتجاربها.

- تستخدم آنا أربعة دفاتر مختلفة لتدوين جوانب حياتها المتنوعة:

- الدفتـر الأسود: عن حياتها الأدبية.

- الدفتـر الأحمر: عن السياسة والشيوعية.

- الدفتـر الأصفر: رواية تكتبها بطلتها آنا.

- الدفتـر الأزرق: عن حياتها اليومية وعلاقاتها العاطفية.

- أما الدفتر الذهبي، فهو محاولة منها لتجميع وتوحيد كل هذه الأجزاء المتفرقة من ذاتها.

## أهم المواضيع
- الانقسام الداخلي للذات الأنثوية.

- التحليل النفسي للأزمات النفسية والهويات المتعددة.

- الخيبة من الأيديولوجيات السياسية، خاصة الشيوعية.

- العلاقات العاطفية، الحب، الجنس، والعزلة.

- الجنون والتفتت الذاتي كأعراض لواقع مأزوم.

## الجوائز والتقدير
رغم أن الرواية لم تنل جوائز أدبية كبرى عند صدورها، إلا أنها كانت سببًا أساسيًا في فوز دوريس ليسينغ بجائزة نوبل لاحقًا.
تُدرس اليوم في العديد من الجامعات حول العالم كواحدة من أعمال الأدب النسوي الحداثي الأساسية.
"الدفتر الذهبي" ليست فقط حكاية امرأة تبحث عن ذاتها، بل هي صرخة سردية في وجه التفتت الإنساني، والانكسار السياسي، والتمزق النفسي. اختارت دوريس ليسينغ من خلالها أن تكتب بشكل لم يُكتب من قبل، وأن تكشف للمرأة والإنسان على حد سواء وجه الحقيقة الداخلية حين تُفتح "الدفاتر كلها".

## روابط خارجية
- الدفتر الذهبي (رواية) على موقع الموسوعة البريطانية (الإنجليزية)